# Баффорд, Дейзи
Де́йзи Ба́ффорд (англ. Daisy Bufford), урождённая — Кинг (англ. King; 20 апреля 1913, Франклин, Луизиана, США — 18 декабря 1987, Контра-Коста, Калифорния, США) — американская актриса

.

## Биография
Дейзи Баффорд, урождённая Кинг, родилась 20 апреля 1913 года во Франклине (штат  Луизиана, США).
Дейзи дебютировала в кино в 1927 году, сыграв небольшую роль в короткометражном фильме «Всюду девушка». Баффорд чаще играла роли второго плана и эпизодическое, часто не была указана в титрах. В 1939 году она сыграла роль горничной, которую можно увидеть во время вечерней молитвы, в культовом фильме «Унесённые ветром». Согласно всемирной кинобазе IMDb, она сыграла в 28-ми фильмах, до того, как завершить карьеру в 1944 году.
74-летняя Дейзи скончалась 18 декабря 1987 года в Контра-Косте (штат Калифорния, США) — через 40 лет после завершения карьеры.

## Фильмография
| Год  |     | Русское название                | Оригинальное название   | Роль                                     |
| ---- | --- | ------------------------------- | ----------------------- | ---------------------------------------- |
| 1927 | кор | Всюду девушка                   | A Girl from Everywhere  | имя персонажа неизвестно                 |
| 1934 | ф   | Имитация жизни                  | Imitation of Life       | темнокожая официанка                     |
| 1934 | ф   | Клеопатра                       | Cleopatra               | танцовщица / рабыня                      |
| 1935 | ф   | Незнакомый джентльмен           | A Notorious Gentleman   | официантка                               |
| 1935 | ф   | Не ставь на блондинок           | Don't Bet on Blondes    | Пенни, горничная Мэрилин                 |
| 1935 | ф   | Даймонд Джим                    | Diamond Jim             | горничная                                |
| 1936 | ф   | Невидимый луч                   | The Invisible Ray       | мать младенца                            |
| 1936 | ф   | Когда мы снова полюбим          | Next Time We Love       | горничная                                |
| 1936 | ф   | Плавучий театр                  | Show Boat               | горничная в Чикаго                       |
| 1936 | ф   | Забытые лица                    | Forgotten Faces         | горничная                                |
| 1936 | ф   | Мэри, с любовью                 | To Mary - with Love     | горничная                                |
| 1936 | ф   | Звезда ночи                     | Star for a Night        | горничная                                |
| 1937 | кор | Далёкий Юг                      | Deep South              | имя персонажа неизвестно                 |
| 1937 | ф   | Ничей ребёнок                   | Nobody's Baby           | темнокожая женщина в такси               |
| 1937 | ф   | Любимец Нью-Йорка               | The Toast of New York   | Хезер, горничная Джози                   |
| 1937 | ф   | Софи Лэнг направляется на Запад | Sophie Lang Goes West   | горничная                                |
| 1937 | ф   | Что-то, о чём стоит спеть       | Something to Sing About | Дейзи, горничная Стефани                 |
| 1937 | ф   | Приключенческая блондинка       | The Adventurous Blonde  | Дейзи                                    |
| 1937 | ф   | Тост за любовь                  | Love on Toast           | Гиацинт                                  |
| 1938 | ф   | Иезавель                        | Jezebel                 | цветочница                               |
| 1939 | ф   | Непослушная, но милая           | Naughty but Nice        | Дейзи, горничная Зельды                  |
| 1939 | ф   | Фабрика звёзд                   | The Star Maker          | «цветная» горничная                      |
| 1939 | ф   | Унесённые ветром                | Gone with the Wind      | горничная во время вечерней молитвы      |
| 1940 | ф   | Сын Ингаги                      | Son of Ingagi           | Элинор Линдсей                           |
| 1940 | ф   | Две девушки на Бродвее          | Two Girls on Broadway   | помощница в ночном клубе                 |
| 1942 | ф   | Леди-гангстер                   | Lady Gangster           | «чёрня» заключённая                      |
| 1943 | ф   | Хижина на небесах               | Cabin in the Sky        | танцовщица / покровительница Джима Генри |
| 1944 | ф   | Джем-сейшен                     | Jam Session             | женщина, которой пел Армстронг           |
| 1944 | ф   | Китайский кот                   | The Chinese Cat         | Каролина                                 |